# Bartul Pizanski
Fra Bartholomeus Pisanus, Bartul Pizanski ili Bartol Pizanski († ca. 1401.) je bio franjevac i biograf svetog Franje Asiškog.
Bartholomeus dolazi iz pisanske obitelji Rinonico, teologiju je završio u Bolonji, magistrirao je 1375.  Propovjedao je u Pizi i Firenci.
Njegovo djelo, nastalo u razdoblju između 1385. i 1390. "De conformitate vitae Beati Francisci ad vitam Domini Jesu" detaljno opisuje paralele između života Isusa i svetog Franje Asiškog. Bartulov popis kustodija s odnosnim samostanima važno je povijesno vrelo za proučavanje crkvene povijesti hrvatskih krajeva. Uz Provinciale Ordinis Fratrum Minorum vetustissimum Paulina iz Venecije, drugo važno vrelo franjevačke povijesti u hrvatskim krajevima tog vremena.
U popisu kustodija Bosanske vikarije iz 1378. on po prvi put spominje mnoge franjevačke samostane na području današnje Hrvatske, Bosne i Hercegovine i Srbije.